# Reino de Mewar
El reino de Mewar fue un reino hindú independiente que existió en la región de Rajputana del subcontinente indio y luego se convirtió en un estado dominante en la India medieval. El reino fue inicialmente fundado y gobernado por la dinastía Guhila, seguida por la dinastía Sisodia.
El reino más antiguo se centraba en la parte centro-sur del actual estado indio de Rajastán. Limitaba con la cordillera de Aravali, al noroeste, Ajmer al norte, las regiones de Gujarat, Vagad y Malwa al sur, y la región de Hadoti al este.
Mewar adquirió prominencia durante el reinado de Bappa Rawal (siglo VII d. C.), conocido por su participación en la lucha contra las incursiones árabes en la India. Con el tiempo, se convirtió en vasallo del Imperio Pratihar, Parmars y luego de Chauhans. A principios del siglo X, Mewar emergió como un estado independiente, luchando activamente contra las potencias vecinas y enfrentándose a la expansión del sultanato de Delhi hasta la caída de su capital en 1303, Chittorgarh, contra este último, lo que llevó a la aniquilación de la dinastía Guhila.
La rama menor de la dinastía Sisodia de los Guhilas reocupó Mewar en 1326, marcando el comienzo de una época dorada caracterizada por la destreza militar y la expansión territorial. Bajo los reinados de los maharanas Kumbha y de su nieto Sanga, Mewar logró victorias contra los estados islámicos de Malwa, Gujarat y Delhi, particularmente en los conflictos Mewar-Malwa y Mewar-Delhi.  También luchó con éxito y vasalló a los reinos hindúes vecinos. En su apogeo, controló grandes partes del norte de la India. El reino enfrentó un declive tras la muerte del maharana Sanga. Sin embargo, continuó resistiéndose a la expansión mogol, más notablemente bajo el maharana Pratap. Aunque más tarde se convirtió en un estado tributario con un grado significativo de autonomía. Líderes soberanos como Raj Singh y sus sucesores lideraron rebeliones que culminaron en la independencia de facto de Mewar, en particular la rebelión de Rathore (1679-1707) y la guerra Rajput-mogol (1708-1710).  Finalmente, cayendo bajo la influencia de la Confederación Maratha y aceptando la soberanía británica en 1818, Mewar siguió siendo un estado principesco hasta que se unió a la Unión de la India en 1947.
El legado de Mewar incluye su prolongada resistencia a la invasión islámica y tradiciones como el Jauhar (autoinmolación) presenciadas durante la época de las derrotas. El reino, principalmente un estado hindú, promovió el jainismo y el budismo. Entre los sitios declarados Patrimonio de la Humanidad por la UNESCO de Mewar se encuentran Kumbhalgarh y Chittorgarh, descritos como las joyas de la arquitectura rajput en la India. Udaipur, también conocida como la ciudad de los lagos y una de las ciudades más grandes del norte de la India, fue fundada por el rana de Mewar, Udai Singh II.

## Geografía
Mewar está rodeada por la cordillera de Aravali, al noroeste, Ajmer al norte, Gujarat, Vagad y Malwa al sur y la región de Hadoti al este. La zona cuenta con colinas montañosas, mesetas y ríos como el Banas, Som y Sabarmati,, junto con bosques caducifolios secos que se vuelven más densos durante los meses de monzón. Las llanuras centrales, regadas por el río Banas y sus afluentes, están altamente cultivadas, con suelo negro, franco y ligero que sustenta cultivos como el algodón, el maíz, la caña de azúcar, el trigo y la cebada, adecuados para las temporadas Kharif y Rabi. La altitud promedio de estas llanuras es de unos 180 m.s.n.m.. Esta geografía ha permitido a Mewar mantener su libertad y resistir a los poderes imperialistas, lo que la hizo favorable para la guerra de guerrillas. Los límites de Mewar se mantuvieron prácticamente constantes, excepto entre 1326 y 1533, período durante el cual el reino se extendió aproximadamente desde cerca de Mandu (capital del sultanato de Malwa), en el sur, hasta Bayana en el noreste, adentrándose en zonas desérticas hacia el río Indo en el oeste. De esta manera, controlaba gran parte del norte de la India. Sin embargo, debido a los conflictos dinásticos y a las luchas constantes contra los mogoles y los marathas, el tamaño del reino disminuyó, llegando a cubrir un área de 14 000 km² en 1941. Con el Tratado de Adhesión a la India, el área de Mewar se fusionó con el Rajastán.

## Historia temprana y leyenda

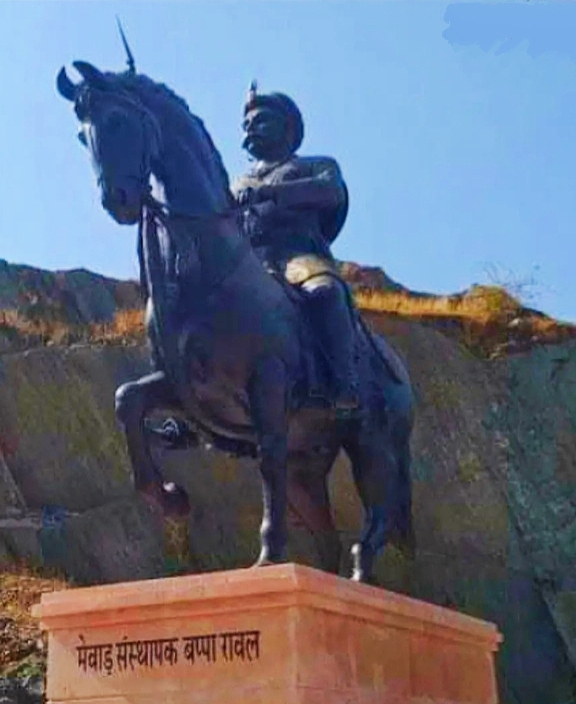
Estatua de Bappa Rawal en Mewar (r. 728 CE–763 CE).

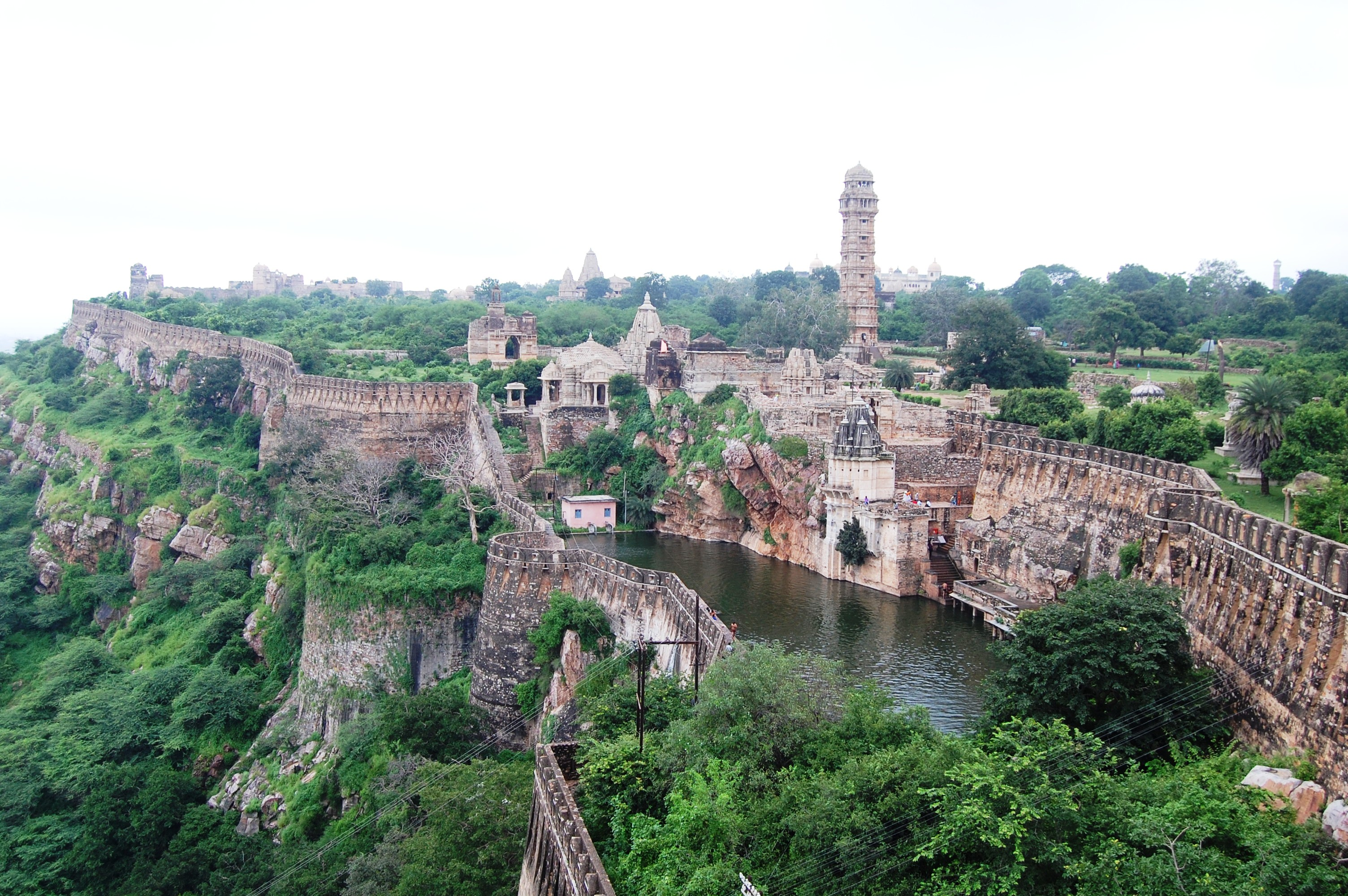
Fuerte de Chittorgarh

Poco se sabe sobre los orígenes del reino de Mewar. Originalmente fue gobernado por la dinastía Guhila. Guhadatta es considerado el primer gobernante del reino en el siglo VII. A principios del siglo VIII, quedó bajo la autoridad de los gobernantes regionales mori. El reino, bajo el mando de Bappa Rawal, tomó el control de Chittor en 728 tras arrebatárselo a sus señores mori. Nagda fue la capital de Mewar durante este período.
Bappa Rawal derrotó una temprana invasión del califato árabe omeya en la India mediante una confederación con el gobernante Nagabhata I, de los Gurjara-Pratihara. Los sucesores de Bappa Rawal, en concreto Khuman II, continuaron resistiendo las incursiones árabes en el país.
Los guhilas del siglo VIII reconocieron la soberanía de los Gurjara-Pratiharas. En el siglo X, Bharttripatta II se convirtió en un gobernante independiente, rompiendo vínculos con el imperio pratihara y asumiendo el título de maharajadhiraja. Su sucesor, Allata , asesinó a Devapala, gobernante de los Gurjara-Pratiharas en aquel entonces.
Los guhilas dependían del reino de Malwa en el siglo XI y de los Chahamanas en el siglo XII. El gobernante guhila Samantsingh estableció otra rama de los Guhilas en Vagad y también luchó junto al derrotado Prithviraja III de Ajmer en la segunda batalla de Tarain contra Muizzuddin Muhammad Ghuri.
A lo largo del siglo XIII, los guhilas comenzaron a ganar poder y se independizaron del gobierno chahamana. Tuvieron que resistir múltiples invasiones túrquicas. Finalmente, en 1303, el sultán de Delhi, Alauddin Khalji, invadió Mewar y sitió Chittor. Durante el asedio, el rana Lakhan y sus siete hijos murieron en la batalla, y las mujeres cometieron «jauhar». Sin embargo, Ajay Singh sobrevivió al desastre y posteriormente crio a Hammir.

## Restablecimiento como reino de Sisodia

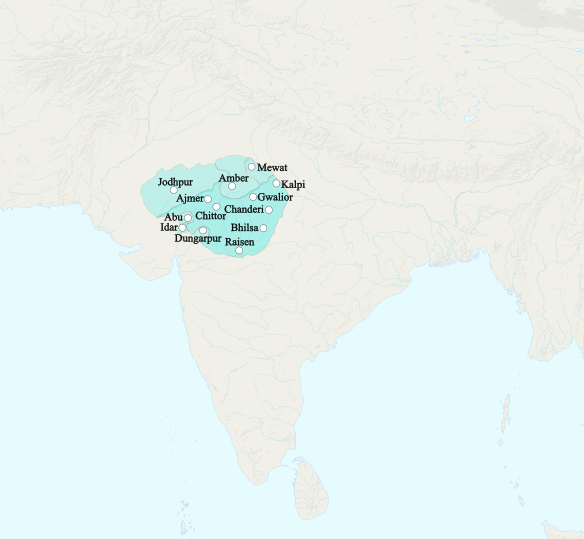
El reino de Mewar en su máxima extensión hacia 1521, bajo el reinado de Rana Sanga

### Expansión temprana y consolidación
La dinastía Guhila fue derrotada tras la invasión en 1303 de Alauddin Khalji. En 1326, Hammir Singh, un descendiente de Rahapa de la dinastía Sisodiya (rama menor de los guhila), intentó recuperar el control de Mewar, pero sus esfuerzos iniciales fueron frustrados. Khizr Khan, uno de los hijos de Alauddin, se vio obligado a reubicarse, y Maldev Songara, del clan Chauhan, tomó el control de Mewar, repeliendo con éxito los asaltos de Hammir. Finalmente, Hammir se apoderó del fuerte de Jilwara y estableció una base en Kelwara, lo que le permitió conquistar más territorios, incluyendo Sirohi e Idar. Hammir luego recuperó Chittorgarh y derrotó a las fuerzas del sultanato imperial de Delhi en la batalla de Singoli.
Rana Kshetra Singh (r. 1364-1382), expandió significativamente el reino, conquistando Ajmer, Hadoti y Mandalgarh. También sofocó una rebelión en Idar y derrotó a Dilawar Khan del sultanato de Malwa Kshetra fue sucedido por Lakha, quien conquistó Merwar y ayudó a Rao Ranmal Rathore, una de las princesas del vecino reino de Marwar, a obtener el trono, estableciendo así la influencia de Mewar sobre Marwar. También reconstruyó las infraestructuras de Mewar destruidas durante la invasión de Allaudin Khalji, pero murió en batalla para asegurar los impuestos de peregrinación. Fue durante su reinado cuando su hijo mayor, Chunda, abdicó del trono en favor de su hermano menor, Mokal, hijo de la segunda esposa de Lakha y de una princesa de Rathore, debido a una disputa.
El hijo de Lakha, Mokal Singh, se convirtió en rana a temprana edad bajo la regencia de su madre, Hansa Bai. Se defendió con éxito de las invasiones, se anexionó de Ajmer y de Sambhar, y conquistó Jalore antes de ser asesinado por sus tíos.

### Maharana Kumbha (r. 1433-1468)

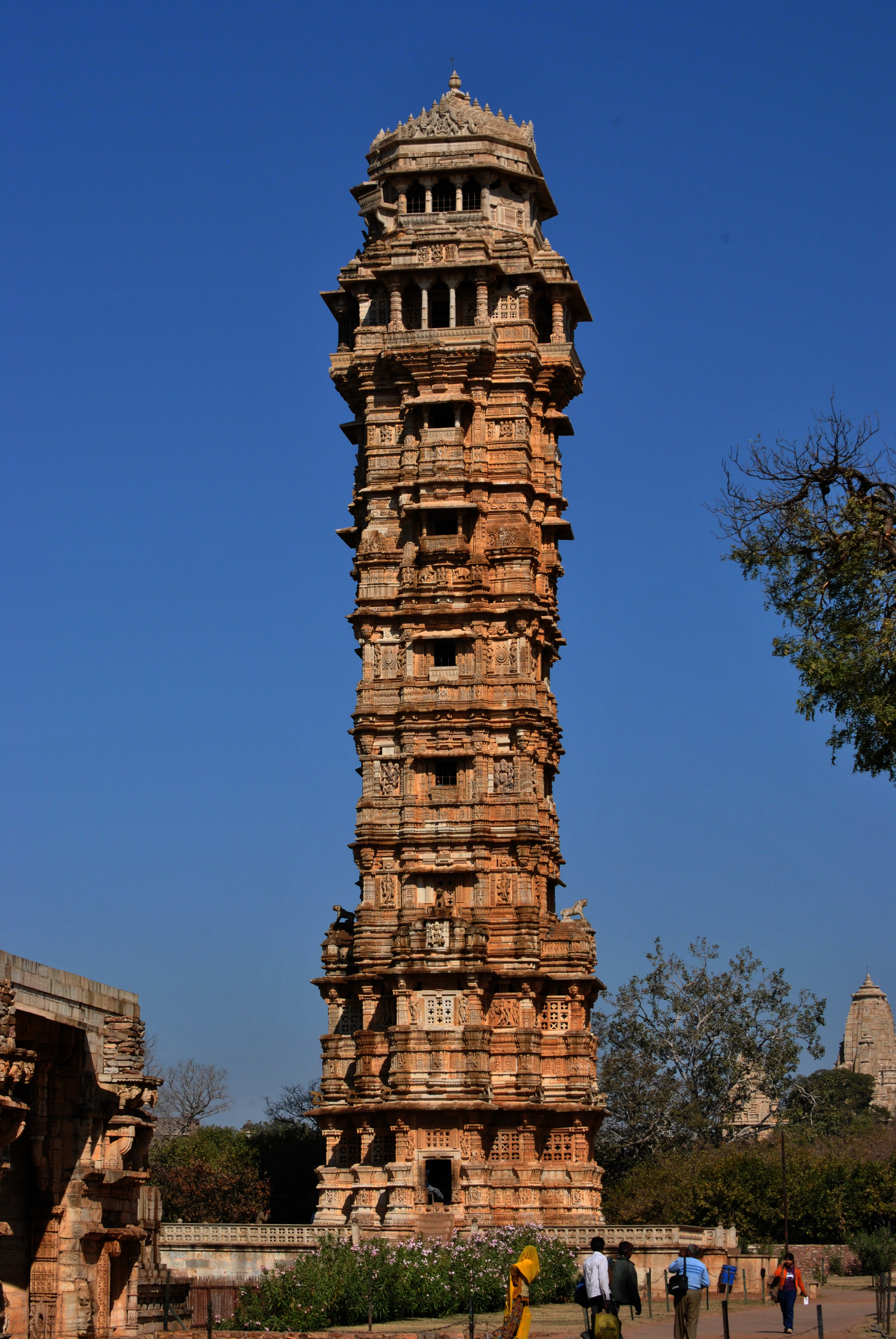
Vijay Stambha es un monumento de la victoria construido por Rana Kumbha en 1448 y ubicado dentro del fuerte de Chittor

Después del asesinato de su padre, el nuevo rana Kumbha ascendió al trono en 1433. Primero trató con los asesinos de su padre y los mató con el apoyo del rey de Marwar Rao Ranmal Rathore a quien su padre había ayudado a convertirse en rey. Uno de los asesinos de Mokal, Mahpa Panwar, fue protegido por el sultán de Mandu, y el maharana demandó su persona, pero Mahmud Khilji se negó a entregar al refugiado. El maharana se preparó para las hostilidades y avanzó para atacar Mandu. El sultán avanzó con un poderoso ejército para encontrarse con Kumbha. Después de un severo combate, el ejército del sultán fue derrotado y el sultán se vio obligado a huir al fuerte de Mandu; después de la victoria, el rana Kumbha sitió el fuerte de Mandu y capturó al sultán, quien luego fue liberado. Kumbha capturó las áreas de Gagron, Ranthambore Sarangpur, Durganpur, Banswara y Raisen del sultanato de Malwa. También se anexionó de la región de Hadoti. Debido al creciente poder de Ranmal, Kumbha lo hizo asesinar y también capturó Marwar. En los años siguientes, el sultán hizo varios intentos de vengar sus derrotas, como en la batalla de Mandalgarh y Banas, pero cada vez fue derrotado. El rana Kumbha emprendió entonces la conquista de Nagore debido al duro trato que recibían los hindúes allí. Shams Khan, hijo del suptan de Nagore, había huido para solicitar a Kumbha refugio y ayuda. Kumbha, que tenía largos planes sobre Nagore, abrazó con gusto esa oportunidad de llevarlos a cabo y aceptó colocar a Shams Khan en el trono de Nagaur (Nagore) con la condición de que reconociera su supremacía demoliendo una parte de las almenas del fuerte de ese lugar. Shams Khan aceptó las condiciones. Kumbha marchó con un gran ejército a Nagore, derrotó a Mujahid, quien huyó hacia Gujarat, y colocó a Shams Khan en el trono de Nagore, exigiéndole el cumplimiento de lo acordado. Pero Shams Khan rogó humildemente al maharana que perdonara al fuerte, pues de lo contrario sus nobles lo matarían tras su marcha. Prometió demoler él mismo las almenas más adelante. El maharana accedió a su petición y regresó a Mewar.
Tan pronto como Kumbha llegó a Kumbalgarh, recibió la noticia de que Shams Khan, en lugar de demoler, había comenzado a reforzar la fortificación de Nagore. Esto trajo a Kumbha a la escena nuevamente con un gran ejército. Shams Khan fue expulsado de Nagore, que pasó a posesión de Kumbha. El maharana demolió entonces la fortificación de Nagore y así llevó a cabo su diseño largamente acariciado. Con la conquista de Nagore, las áreas de Janglaudesha y Sapdalpaksha también quedaron bajo su control. Shams Khan huyó a Ahmedabad, llevándose consigo a su hija, quien se casó con el sultán Qutb-ud-din Ahmad Shah II. El sultán entonces abrazó su causa y envió un gran ejército bajo el mando de Rai Ram Chandra y Malik Gadday para recuperar Nagore. Rana Kumbha permitió que el ejército se acercara a Nagore y, tras un duro combate, infligió una aplastante derrota al ejército del sultanato de Gujarat, aniquilándolo. Solo algunos restos llegaron a Ahmedabad para llevar la noticia del desastre al sultán. El sultán tomó la iniciativa, decidido a arrebatar Nagore al maharana. El maharana avanzó a su encuentro y llegó al monte Abu. En el año S. 1513 (1456 d. C.), el sultán de Gujarat, «desesperado por dominar Chitor», llegó cerca de Abu y envió a su comandante en jefe, Malik Shaaban Imad-ul-Mulk, con un gran ejército para tomar el fuerte de Abu, y él mismo marchó sobre la fortaleza de Kumbhalgarh. Kumbha, sabedor del plan, salió, atacó y «derrotó a Imad-ul-Mulk con una gran masacre», y forzó la marcha hacia Kumbhalgarh antes de que llegara el sultán. También conquistó las regiones de Abu y Sirohi. Tras ser derrotados repetidamente por Kumbha, los sultanes de Gujarat, Malwa y Nagore se prepararon para emprender acciones conjuntas contra Mewar y repartirse el botín. El sultán de Gujarat avanzó hacia Kumbalgarh, pero fue derrotado allí. Nagore también fue derrotada. El sultán de Malwa conquistó los territorios de Mewar hasta Ajmer, pero tras las derrotas de los sultanes de Gujarat y Nagor, permitió al rana Kumbha recuperar los territorios perdidos.

### Maharana Raimal (r. 1473-1508)
Llegó al poder tras derrotar a Udai Singh I en las batallas de Jawar, Darimpur y Pangarh. A principios del reinado de Raimal, Ghiyas Shah de Malwa atacó Chittor sin éxito. Poco después, el general de Ghiyas Shah, Zafar Khan, atacó Mewar y fue derrotado en Mandalgarh y Khairabad. Al casarse con Sringardevi (hija de Rao Jodha), Raimal puso fin al conflicto con los Rathores. Durante el reinado de Raimal, Godwar, Toda y Ajmer fueron capturados por su hijo Prithviraj. Raimal también fortaleció el estado de Mewar y reparó el templo de Eklingji en Chittor.

### Maharana Sanga (r. 1508-1527)
Tras la muerte de su padre, Sangram Singh ascendió al trono en 1509. Alrededor de 1517, en el sultanato de Malwa, bajo el sultán Mahmud Khilji II, Medini Rai adquirió demasiado poder, lo que molestó a muchos nobles musulmanes. Finalmente, el propio Mahmud solicitó ayuda al sultán de Gujarat para deshacerse de Medini Rai. La guerra comenzó cuando los dos sultanes sitiaron Mandu , donde murió el hijo de Rai. Sanga apoyó a Medini Rai y, a su vez, atacó y capturó Gagron, donde nombró a Medini Rai para gobernar en reemplazo de sus anteriores posesiones en Malwa.
En 1518, Ibrahim Lodi ascendió al trono como sultán de Delhi. Se enfrentó a Sanga en dos importantes batallas al percatarse de que este había estado invadiendo territorios del sultanato. El sultán fue derrotado en Khatoli y Dholpur; como resultado, Sanga logró capturar todo el noreste de Rajputana hasta Chanderi. Esta derrota fue un revés humillante para el nuevo sultán, ya que perdió gran parte de su territorio debido a un conflicto interno en su imperio. En la batalla de Khatoli, una espada hirió el brazo de Sanga y una flecha hirió su pierna, dejándolo cojo.
En 1518, Mahmud Khilji II reunió otro ejército masivo e invadió Mewar a través de Gagron. En la batalla subsiguiente, el maharana obtuvo una victoria decisiva; capturó a Khilji, nombró a un médico para que lo atendiera y posteriormente lo escoltó de regreso a su reino, a Mandu. En 1520, Sangram decidió atacar Idar y el sultanato de Gujarat tras un feroz intercambio de golpes con él. En la campaña subsiguiente, el maharana no solo capturó completamente Idar, sino que también asaltó Ahmadabad y regresó con las enormes riquezas saqueadas.
Tras saquear Ahmadnagar, el sultán de Malwa y Gujarat se movilizó fuertemente en 1521 contra Sanga, que logró aunar fuerzas de todo el Rajputana. Al final, la fuerte movilización fue inútil, y Sanga pudo usar sus brillantes dotes diplomáticas para atemorizar a la sultana. Ese mismo año, Ibrahim Lodi intentó atacar a los Rana, pero fracasó de nuevo. Fue en esa época cuando el poder de Sanga alcanzó su máximo apogeo. Había derrotado por completo a Gujarat y Delhi, había conquistado gran parte de Malwa y se había aliado con las partes restantes de la Rajputana.
En 1526, Babur invadió, derrotó y mató a Ibrahim Lodi. Por lo tanto, la base del Imperio mogol se asentó sobre los restos del Imperio de los Lodi. Tras exitosas escaramuzas y la derrota de las fuerzas mogoles en la batalla de Bayana, Sanga sufrió un grave revés a pesar de su superioridad numérica debido al uso de pólvora por parte de los mogoles. Resultó herido en combate y fue rescatado inconsciente por Prithviraj Kachwaha de Amber y Maldeo Rathore de Marwar. Sus generales finalmente lo envenenaron por no abandonar el deseo de derrotar a Babur tras su derrota en Khanwa.
Tras la muerte de Sangra, los generales colocaron en el trono a su hijo Ratan Singh II (r. 1528-1531). Mahmud Khilji, a quien Sangra había derrotado duramente, intentó aprovechar la oportunidad de una semana de Rana e invadió el país, pero fue derrotado en un contraataque. En 1531, murió en combate. Su hermano Vikramaditya Singh (r. 1531-1536) lo sucedió joven como rana siendo muy impopular. Durante su reinado, Mewar fue invadida por Bahadur Shah de Gujarat. Su primo Vanvir Singh Kelwa (1536-1540) asesinó a Vikramaditya Singh, usurpó el trono y lo conservó durante cuatro años. Vanvir también intentó asesinar al hermano de Vikramaditya, Udai. Sin embargo, la nodriza de Udai, Panna Dhai, colocó a su hijo en la cama de Udai, provocando su muerte y salvando al heredero al trono.
En 1540, un Udai mayor tomó el control de Chittor y dejó que Vanvir se marchara. Se convirtió en Udai Singh II (r. 1540-1572).

## Decadencia y lucha contra los mogoles

### Udai Singh II (r. 1540-1572)

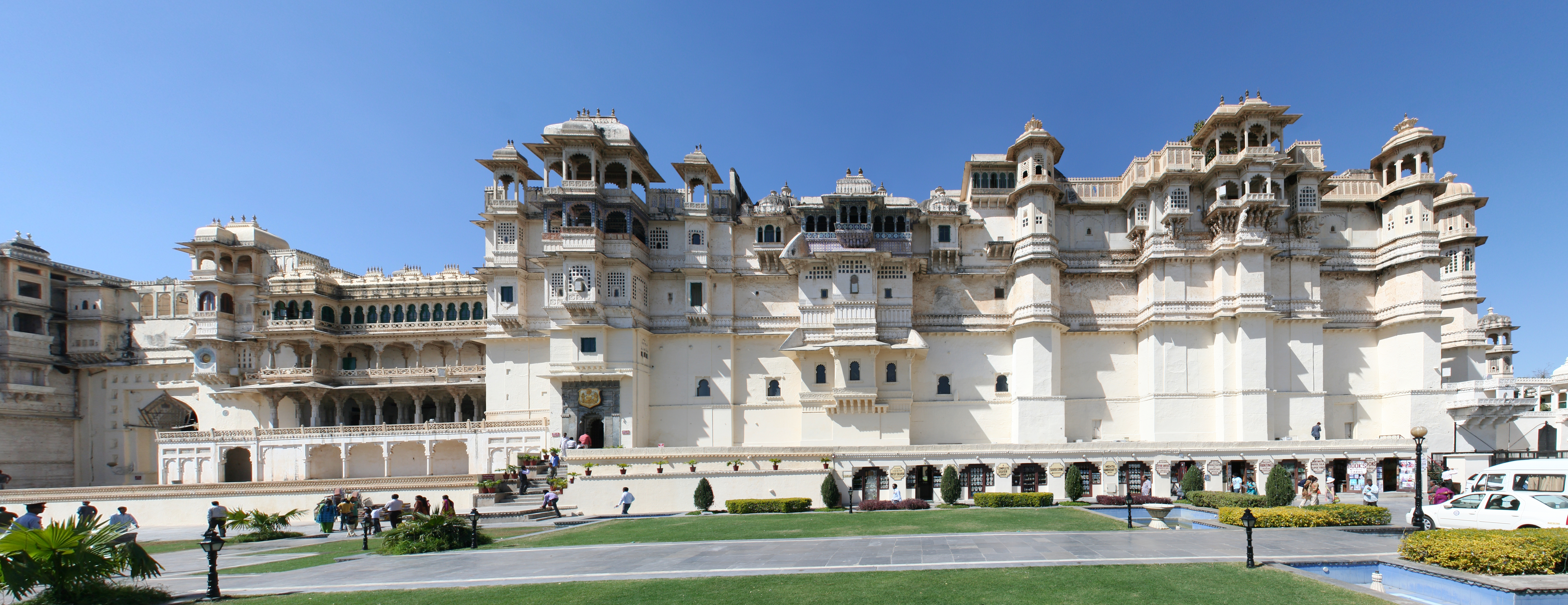
Palacio de la Ciudad, Udaipur (vista frontal)

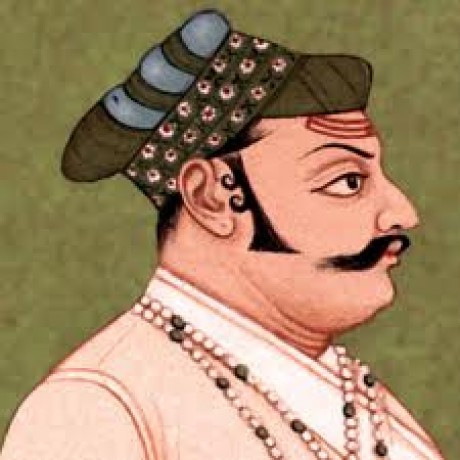
Udai Singh II inició la lucha que duró décadas contra los mogoles.

Al comienzo de su reinado, Maldev Rathore invadió Mewar sin éxito. En 1557, fue derrotado por una invasión conjunta de Haji Khan y Maldeo Rathore en la batalla de Haramada. Es conocido principalmente por fundar la ciudad de Udaipur. La ciudad fue diseñada con el uso de pólvora por los invasores persas en la India. Asentó a la población en la ciudad y también construyó fuertes.
Durante su reinado Akbar, tercer emperador mogol de la India y nieto de Babur, se esforzó mucho para que el maharana Udai Singh II aceptara su soberanía enviando emisarios y enviados. Cuando Udai rechazó todas las ofertas, Akbar consideró la posibilidad de invadir Mewar. Udai Singh confiaba en sus fuertes, pues habían defendido a los gobernantes durante décadas y eran muy fuertes. Sus generales le aconsejaron que tomara las medidas necesarias para la defensa y que luego se retirara a las zonas montañosas de Chittor, a lo cual él hizo caso.

#### Asedio de Chittor (1567)
Akbar sitió el fuerte de Chittor y comenzó a realizar ataques directos. Cuando esos ataques no lograron causar daños, ordenó la construcción de sabats (trincheras de aproximación). Las defensas rajput bombardearon a los constructores de las sabats con flechas y balas de cañón, pero finalmente se completaron. Se colocaron explosivos en las sabats para abrir brechas en las sólidas murallas de Chittor y las explosiones pudieron romper algunos muros, pero los rajputs rápidamente rellenaron esas cavidades. Las explosiones mataron a cientos de soldados mogoles y lanzaron rocas a kilómetros de distancia y se escucharon en pueblos muy distantes. Se construyeron varias sabats más frente a otras murallas. Estas explosiones desanimaron a muchos soldados mogoles y al propio Akbar, pero el asedio continuó. Durante la lucha, Jaimal Rathore, el comandante de las fuerzas de Mewar, fue asesinado a tiros por Akbar, poco después de lo cual las puertas de Chittor fueron violadas y los soldados hindúes lucharon hasta la muerte. Las mujeres del fuerte cometieron jauhar. Pronto el fuerte fue tomado y Akbar ordenó la masacre de unos 30.000 habitantes. Udai Singh II murió cuatro años después, en 1572.

### Maharana Pratap Singh (r. 1572-1597)

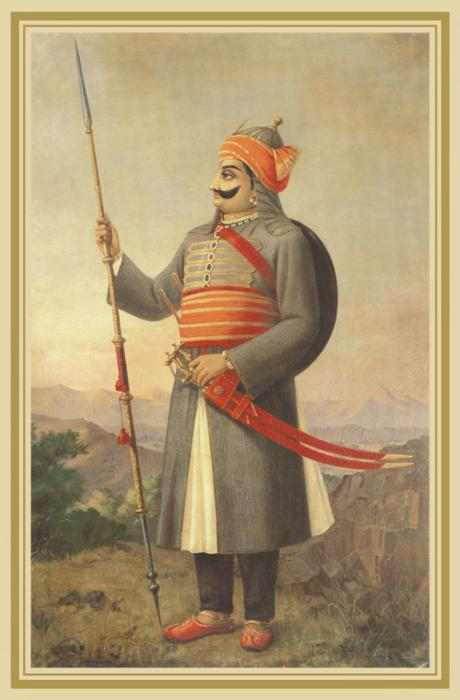
Maharana Pratap (1540-1597), retrato de Raja Ravi Varma

Udai quería que su segundo hijo, Jagmal, lo sucediera, pero tras su muerte, su hijo mayor, Pratap, fue entronizado por los generales. El gran daño infligido por las fuerzas mogoles en 1568 a Chittor significó que Pratap no estaba dispuesto a hacer concesiones a Akbar. Consideraba a los mogoles como invasores que ya habían sido resistidos por su padre y su abuelo. En menos de un año, las misiones diplomáticas de los altos funcionarios mogoles como Man Singh, Bhagwant Das, Todar Mal no lograron convencer a Pratap de que aceptara el dominio mogol, compareciera ante la corte mogola, pagara tributo y se alistara como Mansabdar.

#### Batalla de Haldighati
Pratap pronto comenzó a prepararse para una gran batalla. Se retiró de su fortaleza hasta la reconquista de Chittor, prohibió el uso de plata y oro en el reino y la siembra para impedir que las fuerzas mogoles se abastecieran en su propio territorio. El gran enfrentamiento se libró en la batalla de Haldighati, con Akbar enviando a Man Singh contra las fuerzas de Mewar, lideradas por el propio Pratap.
Pratap atacó primero el ala central del ejército, lo que obligó a los mogoles a retirarse. El ejército de Mewar también logró romper las alas izquierda y derecha del ejército mogol. Parecía que Mewar ganaría, pero poco a poco el ejército mewari comenzó a agotarse y Mihtar Khan, del lado mogol, comenzó a tocar los timbales y a difundir el rumor sobre la llegada de refuerzos del ejército del Emperador, lo que elevó la moral del ejército mogol e inclinó la batalla a su favor. Los soldados mewaríes comenzaron a desertar en gran número, dando por perdida la batalla, y finalmente Pratap resultó herido y tuvo que abandonar el campo de batalla. Un jefe jhala llamado Man Singh tomó el lugar del rana y se puso algunos de sus emblemas reales, por lo que los mogoles lo confundieron con el rana. Man Singh Jhala finalmente fue asesinado, sin embargo su acto de valentía le dio al rana tiempo suficiente para retirarse con seguridad.
Al año siguiente, en 1577, las fuerzas de Akbar, bajo el mando de Shahbaz Khan, atacaron el fuerte de Kumbhalgarh, uno de los más importantes para los rajputs. Durante el feroz asedio, Pratap tuvo que dejar el fuerte a sus generales, quienes lo defendieron hasta abril de 1578 y perdieron ante los mogoles tras una encarnizada batalla. Tras la caída de Kumbhalgarh, Pratap fue perseguido por Shahbaz Khan durante varios años, intentando capturarlo, pero logró escapar en múltiples ocasiones. Posteriormente, gracias a la ayuda de su general Bhamashah, pudo reabastecer su ejército.

#### Batalla de Dewair
Tras varios años de preparativos, el hijo de Pratap, el príncipe Amar, logró derrotar al comandante mogol sultán Ghori en la batalla de Dewair en 1582, y Pratap arrebató Kumbhalgarh a Abdullah Khan en 1583. Durante los años siguientes, la persecución de Akbar contra Pratap disminuyó y este comenzó a centrarse en su propio imperio. Pratap logró recuperar todos los fuertes importantes de Mewar, excepto Chittorgarh y Mandalgarh, que permanecieron bajo su dominio durante el resto de su vida. Murió en 1597.

### Amar Singh (r. 1597-1620)

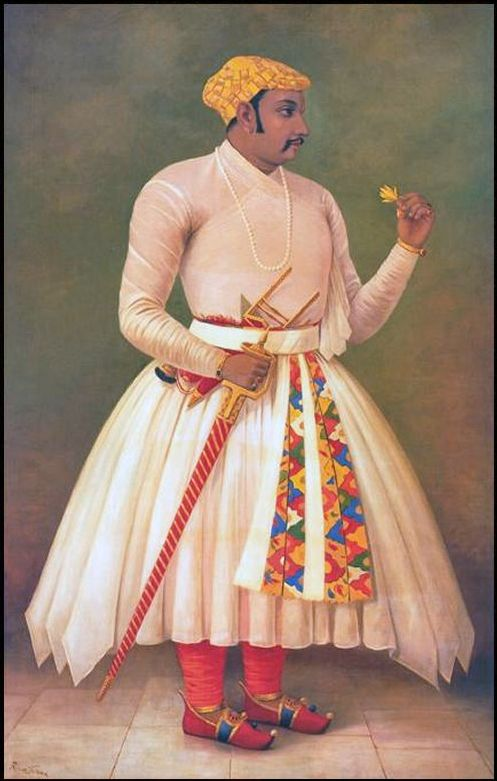
Amar Singh I fue el Rana que firmó el tratado con los mogoles.

El hijo de 38 años de Pratap, Amar (r. 1597-1620), lo sucedió. En 1600, su reino fue invadido por el hijo de Akbar, Salim, en el que los mogoles fueron derrotados y sus principales generales, como el sultán Khan Ghori, fueron asesinados. Akbar intentó hacer otro intento de invadir Mewar en 1605, pero la invasión fue interrumpida por su muerte. Después de Akbar, su hijo Salim le sucedió como Jahangir y envió una gran fuerza bajo su hijo Parviz para invadir Mewar. Para defenderse de Parviz, Amar construyó una nueva capital en Chawand, una ubicación montañosa en Mewar. Luego se hicieron preparativos para defenderse de los mogoles. En 1606, en la batalla de Diwair, los mogoles fueron derrotados duramente. Durante este tiempo, el hijo de Amar, Sagar, desertó de los rajputs a los mogoles y fue nombrado en Chittor por Jahangir. En 1608, un ejército masivo al mando de Mahabat Khan fue enviado a Mewar a través de Mandal y Chittor. Este ejército sufrió una dura derrota y tuvo que retirarse debido a las continuas incursiones de las fuerzas rajput. En 1609, Mahabat Khan fue reemplazado por Abdullah Khan, quien logró derrotar a Mewar en varias batallas entre 1609 y 1611. En un ataque de Abdullah Khan, Amar Singh se vio obligado a abandonar la capital, Chawand.
Los mogoles continuaron persiguiendo al maharana durante varios años, pero nadie logró capturarlo. Después de esto, en 1613, el propio Jahangir llegó a Rajputana para supervisar la campaña. Su hijo Khurram dirigió la campaña terrestre. Los rajputs pudieron refugiarse fácilmente en las colinas de Rajputana, y los mogoles apenas lograron penetrarla. Finalmente, lograron penetrarla en 1614, cuando se enfrentaron a las fuerzas de Mewar y establecieron puestos de avanzada. Jahangir realizó numerosos intentos para llegar a acuerdos con el maharana, y el último intento, en 1615, tuvo éxito cuando Amar Singh accedió a reunirse con el príncipe Khurram.

#### Tratado con los mogoles
En febrero de 1615, Khurram y Amar Singh se reunieron en Gogundah. Se intercambiaron tributos entre el maharana y el príncipe. Ambas partes aceptaron los siguientes términos.
- El hijo mayor del maharana serviría bajo el mando del Emperador;
- el maharana proporcionaría un contingente de 1000 jinetes al ejército mogol;
- el maharana jamás intentaría regresar a Chittorgarh.[So. 47]

Se otorgaron rangos a Karan, el heredero del maharana. También se intercambiaron otros honores y rangos oficiales. Jahangir mandó construir estatuas de mármol de Amar y Karan Singh en el Decán e instalarlas en un jardín de Agra.
Durante el resto de su vida, Amar pasó su tiempo en Udaipur, donde realizó reformas administrativas en su reino y lo restauró. Murió en 1620 a la edad de 60 años.

## Mewar en el período mogol tardío
Karan Singh II (r. 1620-1628) sucedió a su padre Amar en 1620. Reformó su reino y reparó varios templos, incluyendo el templo jainista de Ranakpur, dañado por los comandantes mogoles. Karan también ayudó al príncipe mogol Khurram —que sería coronado en 1627 como quinto emperador mogol como Shah Jahan (r. 1627-1658)— y le dio refugio cuando se rebeló contra su padre en 1623. Karan también apoyó a Mahabat Khan, quien también se rebeló contra Jahangir. Khurram permaneció allí durante cuatro meses e intercambió turbantes con el maharana, que aún se conservan en el museo Pratap. Cuando Jahangir murió en 1627, Khurram pasó por Mewar y se reunió de nuevo con Karan. Karan murió dos meses después.
Tras la muerte de Karan, su hijo Jagat (r. 1628-1652) lo sucedió en 1628. Shah Jahan le envió una túnica de honor. Jagat invadió Dungarpur porque se unió al sistema mansabdari mogol. En la guerra resultante, Dungarpur perdió y su gobernante fue asesinado. Supervisó la construcción del famoso palacio Jag Mandir durante su reinado.

### Relaciones deterioradas con los mogoles

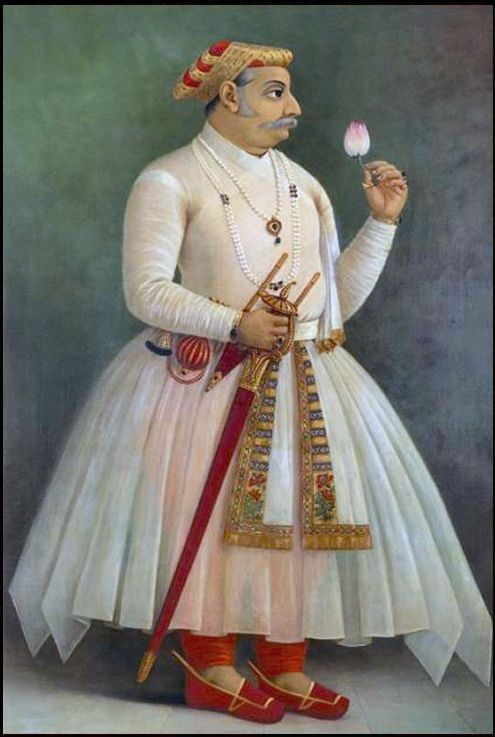
Maharana Raj Singh (1629-1680)

Jagat Singh falleció tras un reinado de 24 años y fue sucedido por su hijo Raj (r. 1652-1680). Hacia el final del reinado de Jagat, las relaciones entre los mogoles y Mewar se habían tensado. Shah Jahan también envió una túnica de honor para Raj Singh, pero las relaciones no pudieron restablecerse. Raj continuó restaurando el fuerte de Chittor, en contravención del tratado mogol-Mewar de 1615. El maharana había construido murallas alrededor del fuerte y reducido el contingente asignado a los mogoles. Raj envió entonces una misión diplomática a los mogoles para resolver el asunto. Pero finalmente Shah Jahan ordenó a su hijo Aurangzeb y a su nieto Mahmud que invadieran Chittor y demolieran la nueva muralla en 1654. Finalmente, Shah Jahan retiró las fuerzas mogoles y se intercambiaron cartas de acuerdo y garantías.

#### Guerra de sucesión
En 1658, la guerra de sucesión mogol estaba en curso y Raj Singh aprovechó la oportunidad para invadir el territorio mogol y saquear con éxito las zonas adyacentes. Durante la guerra, Raj Singh se mantuvo neutral entre los hermanos combatientes, pero le disgustaba Dara Shikoh y le gustaba Aurangzeb (r. 1658-1707). Mantuvo contacto y buenas relaciones con el príncipe Aurangzeb y envió a sus emisarios cuando este ganó la guerra de sucesión, logrando ganarse su favor y obteniendo los territorios de Mandal y Bansawara, además de algunos rangos.
En 1658, Raj Singh emprendió sus propias expediciones bajo el pretexto de un Tikadaur ceremonial, tradicionalmente celebrado en territorio enemigo. El maharana atacó varios puestos mogoles en 1658. Se impusieron tributos en puestos avanzados y territorios como Mandal, Banera, Shahpura, Sawar, Jahazpur, Phulia, etc, que entonces estaban bajo control mogol, y algunas zonas fueron anexadas. A continuación, atacó las parganas de Malpura, Tonk, Chatsu, Lalsot y Sambhar. Expandió el reino de Mewar a un nivel aún mayor.

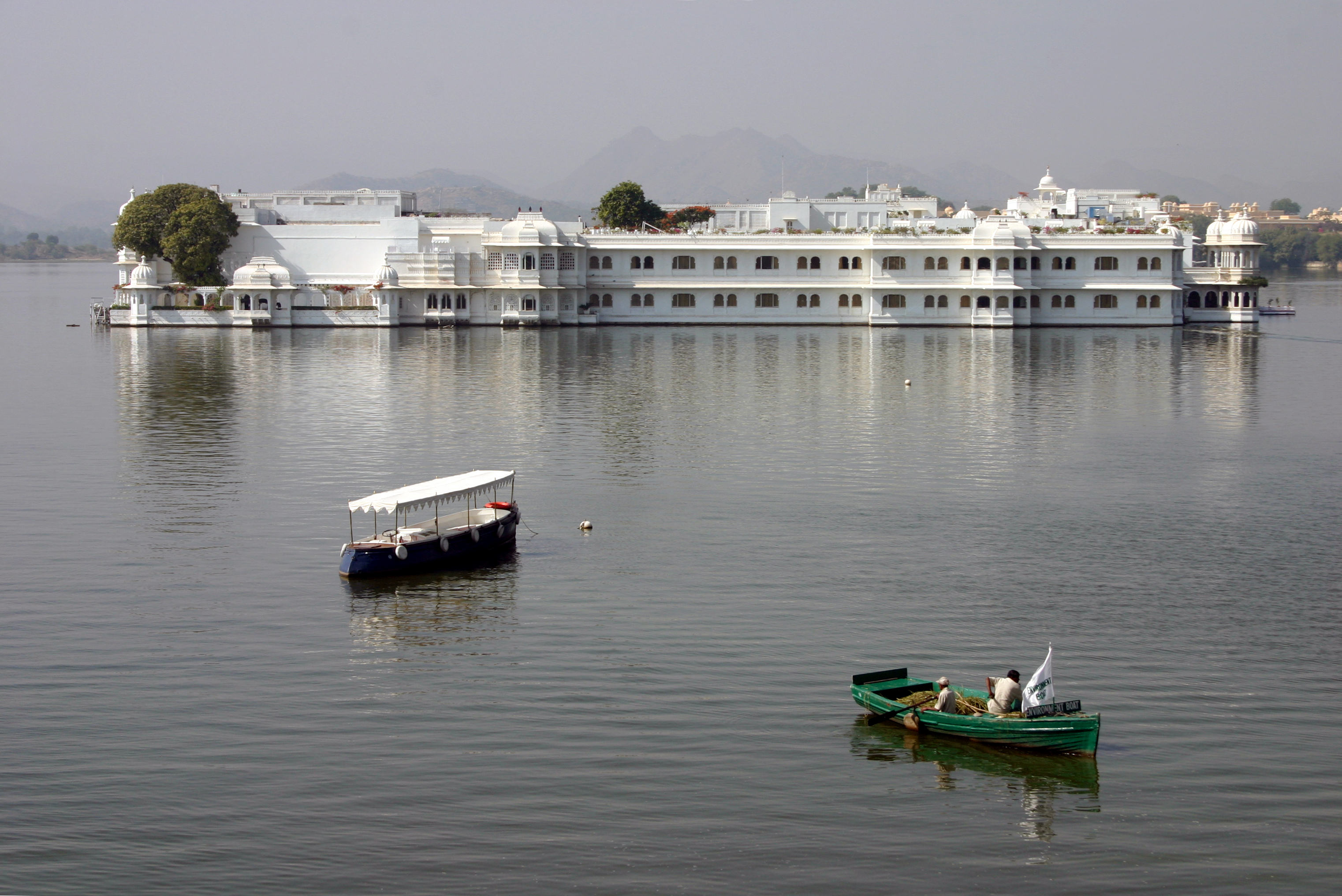
Palacio del Lago en el lago Pichola

Las relaciones entre los mogoles y mewaríes empeoraron aún más cuando, en 1660, Raj Singh se fugó con Charumati, quien iba a casarse con Aurangzeb. Esto se consideró un acto hostil y se confiscaron varios territorios de Mewar. Se intentó detener esta confiscación, pero finalmente fracasó. Posteriormente, también participó en la guerra Rajput (1679-1707) y derrotó a los mogoles.

#### Opresiones de los hindúes
Cuando en la década de 1660 Aurangzeb ordenó la demolición de varios templos hindúes importantes, Raj Singh realizó varios esfuerzos para garantizar la seguridad de los símbolos hindúes. Entre los símbolos famosos rescatados se encuentra el Shrinathji, instalado en Nathawada, Udaipur, en 1662. En 1679, cuando se impuso la jaziya a los no musulmanes en el imperio mogol, Raj Singh posiblemente protestó contra Aurangzeb escribiéndole una carta. Estos acontecimientos deterioraron aún más las relaciones con el emperador mogol. Durante ese período, el maharana continuó saqueando los territorios adyacentes.

#### Guerra rajput-mogol (1679-1707)

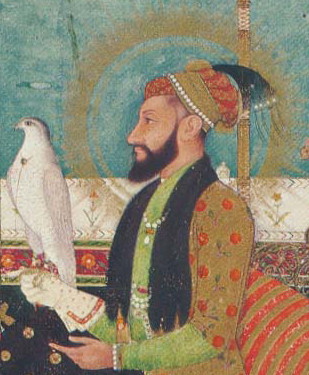
Aurangzeb, la causa de un largo conflicto entre los mogoles y Mewar

Durante la década de 1670, Aurangzeb se enfrentó a sus rivales, los Rathores. En 1679, Raj Singh I concedió 12 aldeas a Ajit Singh Rathore. Aurangzeb le rogó a Raj Singh que le permaneciera leal y no apoyara a Ajit, pero Raj Singh no le hizo caso.
Aurangzeb envió a varios de sus generales a luchar contra el maharana, pero Raj Singh los derrotó a todos y luego el propio Aurangzeb bajó al campo de batalla. Por sugerencia de su consejo de guerra, Raj despobló Udaipur y abandonó la ciudad. En enero de 1680, los mogoles llegaron a Udaipur y dañaron gravemente la ciudad. Una gran fuerza de mogoles bajo Hasan Ali Khan fue derrotada en Nainwara. Al encontrar difícil derrotar a los rajputs en los caminos montañosos, Aurangzeb abandonó Udaipur en 1680. Raj Singh llevó a cabo incursiones repentinas sobre las fuerzas mogoles y malwa manteniéndolas aterrorizadas. Tales incursiones a menudo creaban una gran perturbación en las fuerzas mogoles.
En el apogeo de la guerra rajput-mogol en 1680, Raj Singh falleció, posiblemente envenenado por leales a Aurangzeb o por enfermedad y fiebre. Fue sucedido por su hijo Jai Singh (r. 1680-1698). Bajo el mando de Jai, los ataques repentinos contra los mogoles continuaron. Las fuerzas mogoles al mando de Dilair Khan fueron derrotadas por Mewar ese mismo año.
Raj había intentado patrocinar una rebelión en el imperio mogol tentando al cuarto hijo de Aurangzeb, Akbar. Su intento fue interrumpido por su muerte, pero Jai Singh lo llevó a cabo con éxito en 1681. Aurangzeb superó esto escribiendo una carta falsa a su hijo diciéndole que continuara la colaboración engañosa con los rajputs para destruirlos. Esta misiva fue interceptado por los rajputs, quienes fueron engañados al creer que la alianza de Akbar con ellos era un engaño y se distanciaron de él. Pronto, en el mismo año, Aurangzeb pudo llegar a un acuerdo con Jai Singh a través de su hijo Muhammad Azam para evitar que la rebelión de Akbar creciera. En 1681, Jai Singh acordó pagar la jaziya, enviar un contingente al decán bajo el mando de los mogoles y se les concedieron varios territorios en regiones adyacentes en una reunión con Muhammad Azam. Tras el asentamiento, se intercambiaron rangos y honores. A Jai Singh no se le entregó la posesión de los territorios concedidos y durante la siguiente década, penalizaría al emperador deteniendo el pago de la jaziya y Aurangzeb lo penalizaría por incumplir con la jaziya en otras instancias quitándole otros territorios.
Jai Singh murió en 1698 y su hijo Amar Singh II (r. 1698-1710 ) lo sucedió en 1698. En 1699, justo después de que Amar Singh II ascendiera al trono, invadió Durganpur, Bansawara y Devaliya. Los gobernantes de esas regiones apelaron a la corte mogola en busca de justicia, pero en la mayoría de los casos, el maharana Amar prevaleció.
En 1707, Aurangzeb falleció y sus hijos iniciaron la guerra de sucesión. Durante esta guerra, Amar apoyó al príncipe Muazzam, quien posteriormente ganó la guerra y fue coronado como Bahadur Shah I (r. 1707-1712). Aprovechando la guerra, Amar también capturó las ciudades concedidas que estaban bajo control mogol, como Pur, Mandal y Shahpura.

### Triple alianza contra los mogoles

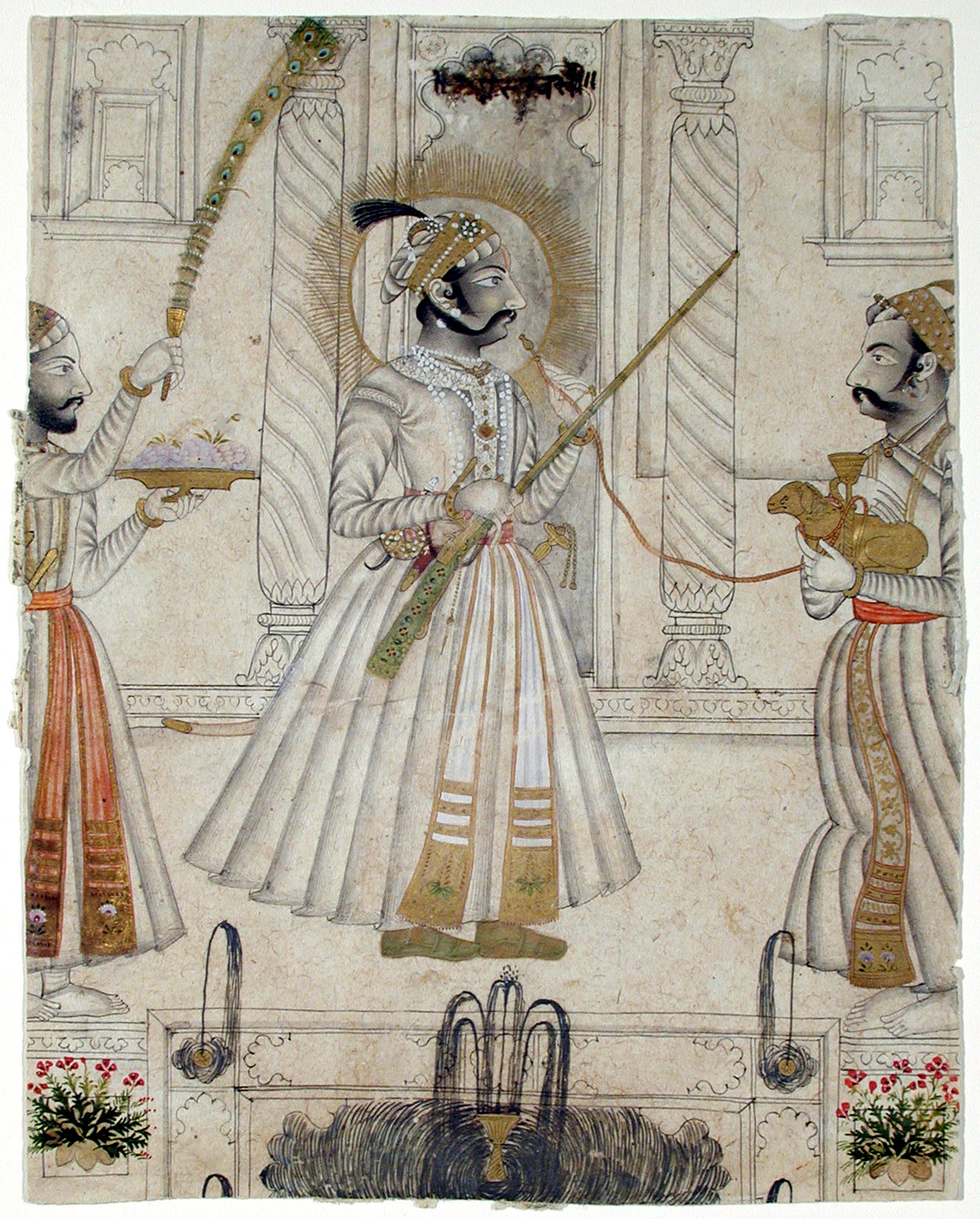
Amar Singh, gobernante de Mewar durante el apogeo de las guerras mogol-mewar

Tras la guerra de sucesión, Bahadur Shah I intentó apoderarse de los estados de Amber y Marwar. Estos estados habían conquistado importantes territorios tras la muerte de Aurangzeb en 1707. Bahadur Shah logró tomar el estado de Marwar sin resistencia, pero tuvo que tomar Jodhpur y el estado de Amber por la fuerza. Luego persiguió a Amar Singh II hasta el territorio de Mewar. Amar Singh forjó una alianza matrimonial con Sawai Jai Singh de Amber al casar con él a su hija Chandrakumari. Amar Singh, Ajit Singh y Jai Singh formaron una triple alianza para recuperar Amber y Marwar. Las fuerzas rajput combinadas de la alianza intentaron capturar Amber en 1708, pero fracasaron. También intentaron capturar Jodhpur y lo lograron.

#### Batalla de Sambhar
Poco después, se libró la batalla de Sambhar, en la que murieron importantes comandantes mogoles y los rajputs obtuvieron la victoria. Mewar recuperó Pur y Mandal. Como resultado de esta batalla, se restauraron los estados de Amber y Marwar, pero los gobernantes fueron asignados a Gujarat y Kabul, a los que se negaron a seguir.
Tras el asentamiento, en 1709, Ajit Singh, Jai Singh y Amar Singh comenzaron a prepararse para una gran guerra contra los mogoles con 70.000 jinetes para sofocar sus despliegues en Gujarat y Kabul. El emperador Bahadur Shah intentó persuadirlos de no iniciar una guerra y, en el punto álgido de las negociaciones, Amar Singh II falleció. Fue sucedido por su hijo Sangram Singh II (r. 1710-1734) .

#### Batalla con Ranabaaz Khan
Inmediatamente después de la coronación de Sangram II, Bahadur Shah concedió los territorios de Mandal y Pur a Ranabaaz Khan Mewati. Sangram no cedió la posesión de estos territorios a Mewati, lo que condujo en 1711 a la batalla de Bandanwara. En la batalla murió  Mewati y Sangram conservó Mandal y Pur. Cualquier represalia por parte de Bahadur Shah I se vio truncada por su muerte en 1712.
Pronto, estalló una guerra de sucesión entre los hijos de Bahadur Shah y finalmente el único hijo sobreviviente, Jahandar Shah (r. 1712-1713), se convirtió en Emperador, pero solo durante 8 meses, y fue derrotado y asesinado por su primo Farrukhsiyar (r. 1713-1719) con la ayuda de los hermanos sayyid.

### Decadencia del Imperio mogol

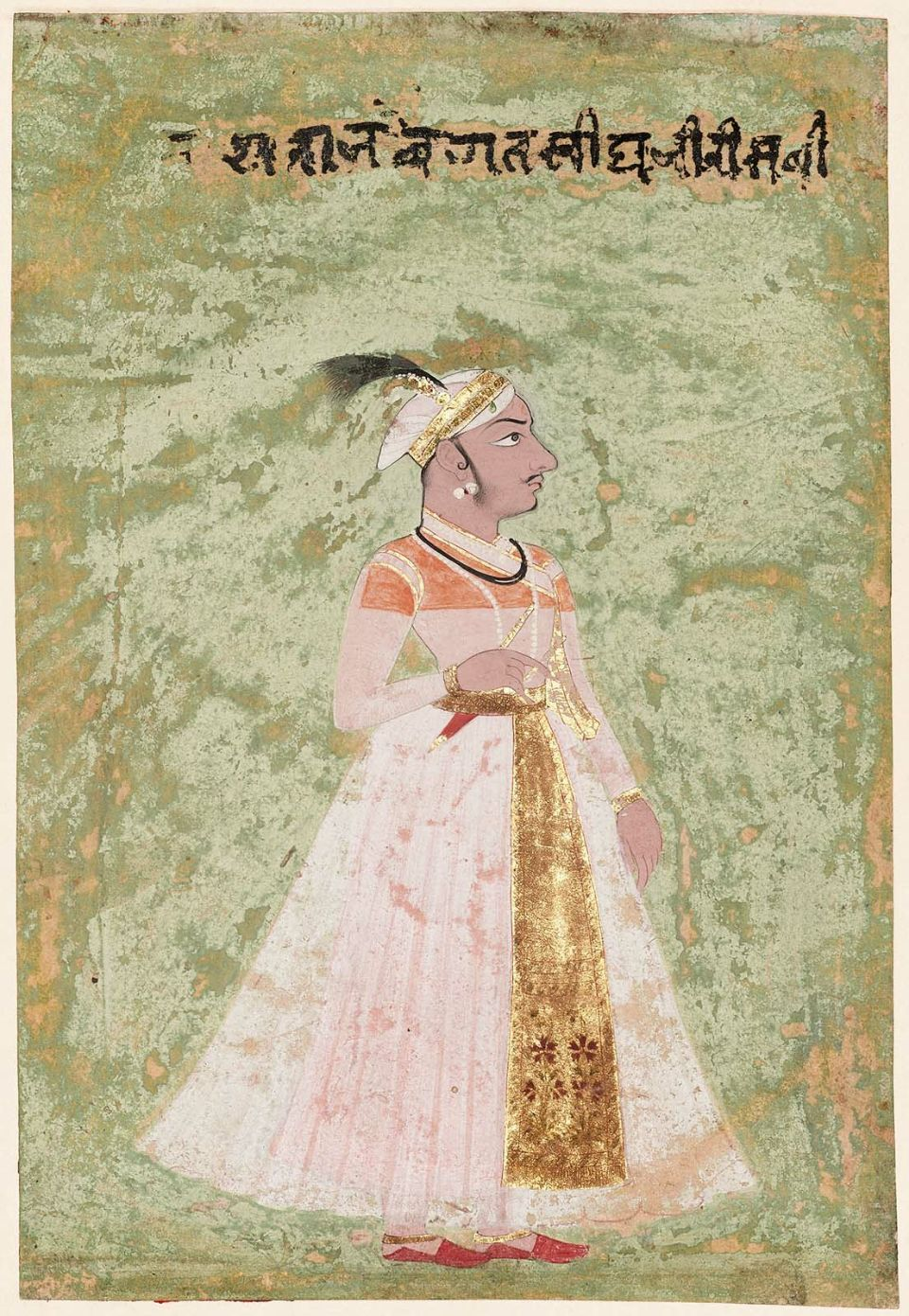
Jagat Singh II que hizo una alianza con los Marathas, lo que finalmente condujo a su devastación financiera.

Pronto, Sangram estableció buenas relaciones con el emperador Farrukhsiyar y se intercambiaron honores según la tradición. Sangram exigió fuertes tributos a estos gobernantes. También se le permitió acuñar sus propias monedas en 1713.

## Influencia del Imperio maratha

### Resistencia a los marathas
A partir de 1711, durante el reinado de Sangram, los marathas comenzaron a incursionar en la Rajputana, en los estados de Dungarpur, Banswara y Bundi. Fueron repelidos en sus primeros intentos. Varios iniciativas para formar frentes unidos contra tales incursiones a lo largo de las décadas de 1710 y 1720 fracasaron. Sangram II falleció en 1734 y fue sucedido por su hijo Jagat Singh II (r. 1734-1751 ). Para contrarrestar a los marathas, el maharana Jagat Singh convocó una conferencia de gobernantes rajput en Hurda en 1734, pero no se llegó a ningún acuerdo. En 1735, los mogoles intentaron defenderse de la penetración de los marathas enviando una fuerza bajo el mando de Qamar uddin, pero fracasaron y los marathas llegaron a Jaipur.

### Subordinación
El peshwa maratha Baji Rao I intentó persuadir a Jagat Singh para que llegara a un acuerdo sobre el pago del chauth, un impuesto tributario, pero tales intentos fracasaron. Sin embargo, Jagat continuó pagando una suma de dinero equivalente a los ingresos de un territorio a los Holkars, entonces una provincia de los marathas. En febrero de 1736, el peshwa organizó una visita amistosa al maharana Jagat Singhy se reunió con él en Udaipur. Durante esa reunión, pudo asegurar el chauth del maharana. Por lo tanto, se establecieron relaciones amistosas entre los marathas y los mewaríes. Con la ayuda de los Holkars, Jagat Singh también pudo asegurar el trono de Jaipur para su pariente Madho Singh. En 1750, Ishwari Singh, el otro aspirante al trono, se suicidó bajo la presión financiera de los marathas y Madho Singh pudo capturar el trono por completo. Madho pudo mantenerse a flote gracias a la fuerte inversión de Jagat Singh.

### Devastación financiera

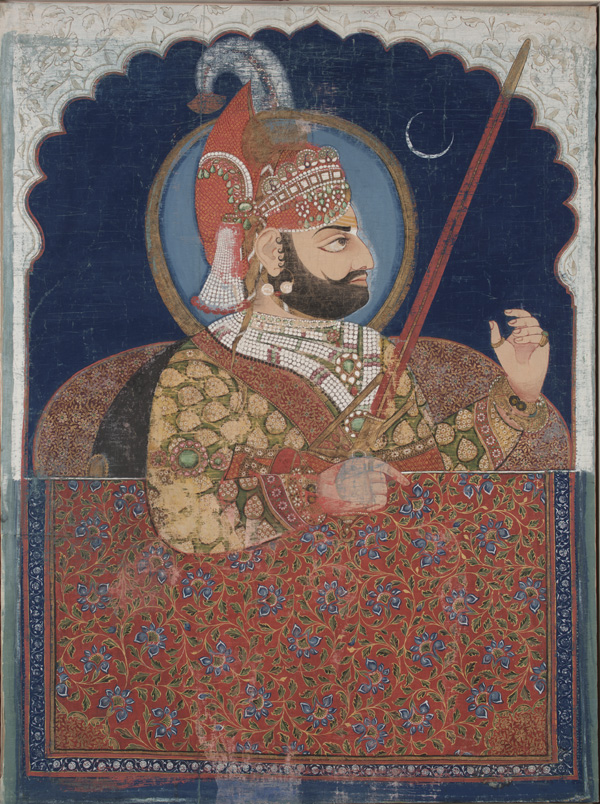
Bhim Singh alineó a Mewar con los británicos

Jagat Singh murió en 1751, y le sucedió su hijo Pratap, quien se encontraba en prisión. Sin embargo, solo pudo gobernar durante tres años. Murió en 1754 y fue sucedido por su joven hijo Raj Singh II (r. 1754-1762). Durante su reinado, la continua y creciente demanda de tributos por parte de los maratha destruyó financieramente al reino de Mewar. Raj solo pudo gobernar siete años y murió sin dejar heredero. La devastación financiera continuó bajo el gobierno de su tío Ari Singh II (r. 1762-1773), bajo el cual Mewar fue saqueada por los marathas en numerosas ocasiones entre 1761 y 1773.
Después de la muerte de Ari el 9 de marzo de 1773 a manos de Maharao Ajit Singhji de Bundi, su hijo menor de edad Hamir se convirtió en maharana y bajo su reinado, gran parte del poder quedó en manos de su madre Sadar Kanwar y su fiel asistente Ram Pyari. Hammir murió en 1778 cuando le estalló un rifle y fue sucedido por su hermano Bhim (r. 1778-1818). Durante el reinado de Bhim, Mewar fue asaltada varias veces por los pindaris, una caballería irregular que acompañaba la ejército maratha.

### Guerra por la hija de Bhim Singh
La hija de Bhim Singh, Krishna Kumari, estaba inicialmente comprometida con el maharajá Bhim Singh de Marwar, pero luego la esposa del maharana Bhim, una princesa de Jaipur, sugirió que Krishna se casara con el gobernante de Jaipur, Sawai Jagat Singh.

## Influencia británica

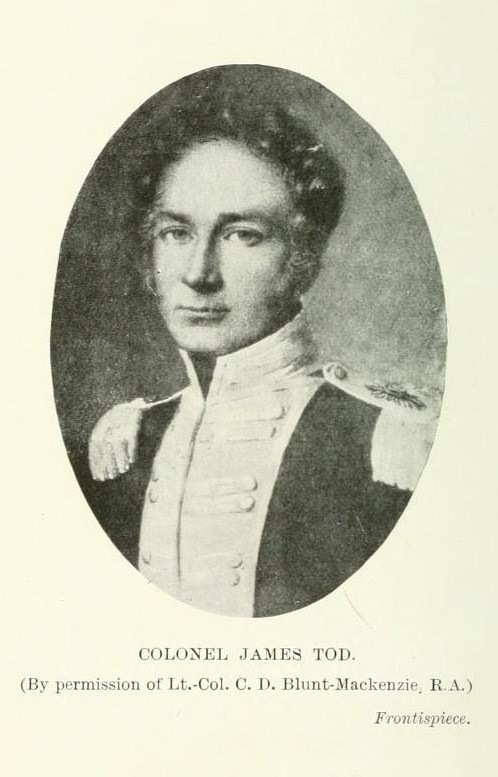
James Tod, agente político de Udaipur ante la EIC de 1818 a 1822

En 1818, los ejércitos de los Holkar, Scindia y Tonk saquearon Mewar, empobreciendo a Bhim Singh. Ya en 1805, el maharana Bhim Singh había intentado acercarse a la Compañía Británica de las Indias Orientales (East India Company, o EIC) en busca de ayuda, pero el Tratado de 1803 que estos habían suscrito con Scindia impidió que los británicos consideraran la solicitud. Pero en 1817, los británicos también estaban ansiosos por tener alianzas con los gobernantes rajput y el 13 de enero de 1818 se concluyó entre Mewar y la EIC un Tratado de Amistad, Alianzas y Unidad.
Después de la tercera guerra anglo-maratha (1817-1818) y en virtud del tratado, el Gobierno británico acordó proteger el territorio de Mewar, a cambio de lo cual Mewar reconoció la supremacía británica y aceptó abstenerse de asociaciones políticas con otros estados y pagar una cuarta parte de sus ingresos como tributo durante cinco años y tres octavos a perpetuidad.
El coronel James Tod fue nombrado agente político de Udaipur ante la EIC  y trabajó para restablecer al maharana como figura central en la región. Su  kaulnama de 1818 estableció al maharana como la «supremacía absoluta» entre sus jefes. El coronel Tod permaneció como agente político de 1818 a 1822 y dimitió alegando problemas de salud.
Bajo la EIC, en tres años, los ingresos de Mewar aumentaron más del doble. Sin embargo, estos ingresos no lograron salvar a Mewar. Con la muerte de Bhim Singh en 1828 y la ascensión al trono de su hijo Jawan Singh (r. 1828-1838) ese mismo año, Mewar se declaró en bancarrota. Mewar también había acumulado una gran deuda con la EIC. Jawan Singh se interesaba principalmente por el consumo de alcohol y menos por la administración. Murió en 1838 sin dejar heredero, y tras una larga discusión entre nobles de alto rango, su trono fue ofrecido a Sardar Singh (r. 1838-1842), bisnieto del maharana Sangram Singh II, y nieto de su hijo Nath Singh de Bagore.
Sardar Singh reprimió severamente a los partidarios de su contrincante, Sardul Singh, y encarceló a muchos de ellos. Murió poco después, en 1842, y fue sucedido por su hermano Swarup Singh (r. 1842-1861). Implementó varias reformas administrativas que también mejoraron la situación financiera. También abolió el sati en Mewar. Brindó apoyo a la EIC durante la revuelta de 1857, brindando refugio a familias europeas en dificultades y reprimiendo a los partidarios de la revuelta en Mewar.
Swarup falleció en 1861 y fue sucedido por su sobrino Shambhu Singh (r. 1861-1874), quien era menor de edad en ese momento. Los británicos le aplicaron su política de regencia y nombraron un consejo de regencia. Este consejo introdujo algunas reformas, como la abolición del begaar y la prohibición de venta de niños y mujeres. El sistema legal se modificó para asemejarse al occidental y se construyeron nuevas carreteras. En 1865, cuando los británicos devolvieron el control a Shambhu Singh, la situación financiera de Mewar mejoró considerablemente. Continuó reformando la región hasta el final de su reinado en 1874. En 1870 se introdujo un nuevo código legal en Mewar.
El 23 de mayo de 1947 se adoptó una constitución para el estado de Udaipur.

## Estructura administrativa
En el censo de 1901, el estado estaba dividido en 17 subdivisiones administrativas: 11 zilas y 6 parganas. La diferencia entre una zila y una pargana radicaba en que esta última era más grande y estaba dividida en subdivisiones. Además, había 28 jagirs principales y 2 bhumats. Cada zila era administrada por un hakim, un funcionario estatal, apoyado en cada tehsil (subdivisión de la zila) por un hakim asistente. El estado estaba mal administrado antes del dominio británico. Los ingresos del estado de Udaipur ascendían a 400.000 rupias, con una deuda de 29.00.000 rupias en 1819, tras lo cual los británicos asumieron la administración. Los ingresos estatales mejoraron con la llegada de agentes británicos, alcanzando las 800.000 rupias en 1821 y un promedio de 280.000 rupias entre 1899 y 1900.

### Tenencia de la tierra
Las principales formas de tenencia de la tierra en el estado eran jagir, bhum, sasan y khalsa. Los jagir eran concesiones de tierras otorgadas en reconocimiento de servicios de carácter civil o político. Los jagirdars, titulares de jagir, solían pagar un tributo anual fijo llamado chhatund y nazarana al suceder a un nuevo Maharana. A la muerte de un jagirdar, el jagir volvía a manos del Maharana hasta que este reconocía a su sucesor. Quienes poseían tenencias bhum pagaban un pequeño tributo o renta nominal (bhum barar) y podían ser llamados a prestar servicios locales. Los titulares de Sasan (también conocidos como muafi) no estaban obligados a pagar al Maharana, pero a veces se les cobraban impuestos. Los titulares de khalsa (tierras de la corona) eran cultivadores que no se veían afectados por su posesión mientras siguieran pagando impuestos territoriales. En 1912, el 38 % de los ingresos territoriales del Estado provenía de tierras khalsa, y el resto de otras formas de tenencia.